# Dirty Work (Lied)
Dirty Work ist ein von Donald Fagen und Walter Becker geschriebener Song, der 1972 auf dem Debütalbum Can’t Buy a Thrill der Band Steely Dan erschien.

## Liedtext
Der Text des Liedes beschreibt eine Affäre zwischen einem Mann und einer verheirateten Frau. Der Autor des Buches Steely Dan FAQ Anthony Robustelli beschreibt Dirty Work als ein „Lied des Selbsthasses“, während The Guardian die Erzählung als Seifenoper beschreibt. Der Sänger erkennt, dass die Frau ihn benutzt, ist aber zu verliebt, um die Affäre zu beenden. In der zweiten Strophe steht der Text „Like a castle in its corner in a medieval game“, was sich auf die Schachfigur Turm bezieht; Schach war ein Hobby von Becker.

## Stil und Arrangement
Die Musik des Songs wurde als kommerzieller als das meiste andere Material der Band beschrieben. AllMusic-Kritiker Stewart Mason führt dies zum Teil auf den „aufwärts modulierenden“ Refrain und das „gefühlvolle“ Clavinet (es handelt sich um ein Wurlitzer Electric Piano) sowie den Tenorsaxophon-Part des Gastmusikers Jerome Richardson zurück. Der Steely-Dan-Biograf Brian Sweet beschreibt Richardsons Saxophon-Solo als „perfekt untertrieben“.
Dirty Work ist einer der Songs auf Can’t Buy a Thrill, bei dem David Palmer die Leadstimme beisteuerte. Brian Sweet stellt die Hypothese auf, dass Fagen den Song nicht selbst singen wollte, weil er und Becker ihn gar nicht auf dem Album haben wollten, aber die Verantwortlichen von ABC Records wollten einige konventionellere Stücke auf dem Album haben und bestanden deshalb darauf, dass Dirty Work aufgenommen wurde. Die ABC-Manager waren auch der Meinung, dass der Song ideal für Three Dog Night oder The Grass Roots wäre, um ihn aufzunehmen.
2006 wurde der Song live variiert – die Backgroundsängerinnen der Band sangen ihn aus der Perspektive einer Frau, die eine Affäre mit einem verheirateten Mann hatte.

## Besetzung
- David Palmer – Gesang
- Donald Fagen – Keyboards, Hintergrundgesang
- Denny Dias – Akustische Gitarre
- Jeff Baxter – E-Gitarre
- Walter Becker – Bassgitarre, Hintergrundgesang
- Jim Hodder – Schlagzeug, Hintergrundgesang
- Jerome Richardson – Tenorsaxophon
- Snooky Young – Flügelhorn